# Ischioscia plurimaclata
Ischioscia plurimaclata là một loài chân đều trong họ Philosciidae. Loài này được Lestikow miêu tả khoa học năm 2000.